# Cerro Bonete Chico
Pour les articles homonymes, voir Cerro Bonete.
Le Cerro Bonete Chico  (« Petite barrette » en français), communément nommé Cerro Bonete, est un volcan au nord de province de La Rioja, en Argentine, près de la frontière avec la province de Catamarca. Son sommet à 6 759 mètres d'altitude (6 752 mètres selon d'autres sources) fait de lui le sixième plus haut sommet du continent américain après l'Aconcagua, le Nevado Ojos del Salado, le Monte Pissis, l'El Muerto et le Huascarán. Les données SRTM ont démenti, contrairement à ce qui est souvent affirmé, que son altitude soit de 6 872 m. Il est également le quatrième plus haut volcan du monde.
La première ascension date de 1952 par Lionel Terray et Guido Magnone.

## Situation

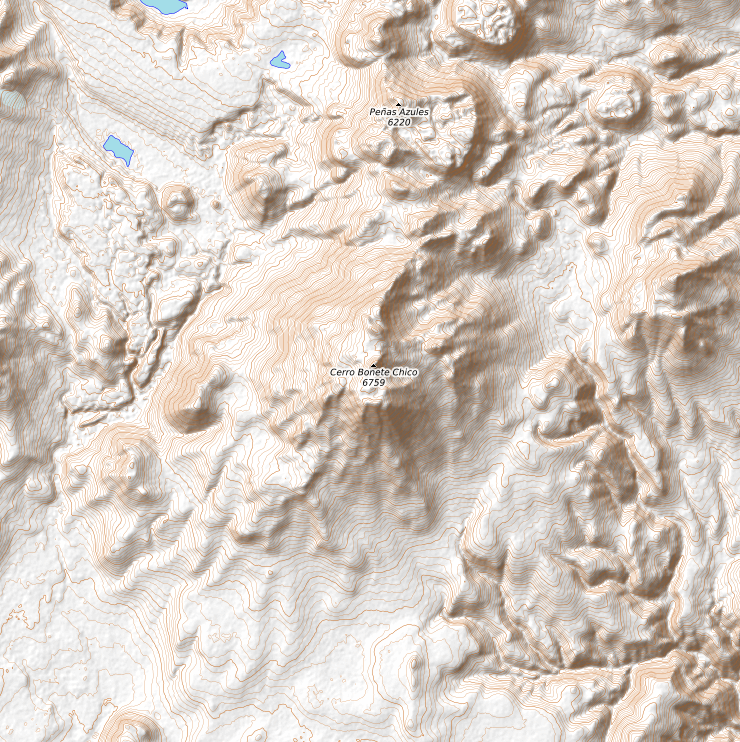
Carte topographique du Cerro Bonete Chico.

Il est situé à l'extrême nord de la province de La Rioja, au sud-est et à peu de distance de son grand frère le Monte Pissis de 6 792 mètres. Le Bonete Chico forme le côté sud-sud-est de l'énorme caldeira d'Incapillo, avec les volcans suivants : le Baboso, le Reclus, les Gemelos Sur et Norte (jumeaux nord et sud), le Monte Pissis, le Veladero (6 436 m), le Peña Azul et quelques autres. Au centre de cette caldeira se trouve la laguna del Inca Pillio (petit lac de l'Inca Pillio).

## Voies d'accès
L'accès, jadis très difficile, s'est beaucoup amélioré avec l'asphaltage de la route nationale 76. Cette dernière relie la route nationale 150 dans les environs du parc provincial d'Ischigualasto avec le col Paso de Pircas Negras, à 4 165 mètres d'altitude, à la frontière chilienne. Elle traverse la réserve provinciale Laguna Brava, située non loin au sud des volcans cités. La section occidentale de la nationale 76 (entre le col et Villa San José de Vinchina) est encore en construction en 2006.